# Vale Verde de Minas
Vale Verde de Minas é um distrito do município brasileiro de Ipaba, no interior do estado de Minas Gerais. Segundo o censo demográfico de 2022, realizado pelo Instituto Brasileiro de Geografia e Estatística (IBGE), sua população era de 2 227 habitantes e havia 837 domicílios particulares permanentes ocupados. Possui área de 31,14 km² conforme a Fundação João Pinheiro (FJP).

## História e descrição
Foi criado oficialmente pela lei municipal nº 242 de 15 de junho de 1998 e antes de pertencer a Ipaba sua área pertencia totalmente ao distrito de São Cândido, em Caratinga, assim como o município de Ipaba.
Está localizado às margens do Córrego Água Limpa e cortado pela BR-458, que liga Ipatinga à BR-116. É dividido em 4 setores: Centro (incluindo o Chacreamento Recanto Verde), Leste, Oeste e Zona Rural (Água Limpa dos Vieiras, Vila dos Vianas, Água Limpa dos Gonçalves, Córrego do Beija-Flor).

## Demografia
De acordo com o IBGE, em 2010 a população era de 2 088 habitantes e havia 865 domicílios particulares, apresentando uma densidade populacional de 74,57 habitantes por km². Segundo o mesmo censo, 49,6% da população eram homens (1 036 habitantes) e 50,4% (1 052 habitantes) mulheres, ao mesmo tempo que 69,9% (1 460 habitantes) vivia na zona urbana e 30,1% (628 habitantes) estavam na zona rural.
A parte da localidade que não foi incorporada a Ipaba e que ainda pertence a São Cândido, possui 438 habitantes, sendo 212 homens e 226 mulheres, todos na zona urbana (2010).
Somando a população do distrito com a parte pertencente a São Cândido, Vale Verde possui um total de 2 536 habitantes, sendo 1 898 na zona urbana e 628 na zona rural (2010).

## Educação
O distrito conta com uma escola de educação infantil (Pré-escolar Municipal "Peixinho Dourado") vinculada à Rede Municipal de Educação e com uma escola de ensino fundamental e médio (Escola Estadual Emília Cabral Mota), ambas supervisionadas pela 6ª Secretaria Regional de Educação (SRE) de Caratinga.